# De longitudeprijs
De Longitudeprijs (Lengtegraadprijs) was een stelsel van aanmoedigingsprijzen die door de Britse regering waren uitgeloofd voor de ontwikkeling van een simpele en praktische manier om op zee de lengtegraad te bepalen. De prijzen waren in 1714 ingesteld via een Act of Parliament (de Longitude Act - Lengtegraadwet). Het systeem van prijzen en toekenningen viel onder de verantwoordelijkheid van de Board of Longitude.
De Longitudeprijs gaf een grote stimulans voor de ontwikkeling van oplossingen voor het lengtegraadprobleem. In de meer dan honderd jaar van zijn bestaan is meer dan 100.000 pond uitgekeerd voor voorstellen en ideeën die leidden tot verbeteringen van instrumenten, atlassen en astronomische kaarten en tabellen. De Board of Longitude - en daarmee ook de prijs - werd in 1828 opgeheven.

## Het probleem met de lengtegraadbepaling
Het probleem met betrekking tot de bepaling van de lengtegraad werd acuut toen mensen de oceanen begonnen over te steken. Het bepalen van de breedtegraad was relatief eenvoudig: dit kon worden bepaald door de hoogte van de zon om 12 uur ‘s middags te bepalen en een tabel te raadplegen die de declinatie van de zon per dag gaf. Voor de lengtegraad moesten zeevaarders uitgaan van gegist bestek: hierbij wordt de positie bepaald door berekening van koers en snelheid. De intuïtie van de zeeman speelde daarbij een belangrijke rol. Bij lange reizen op volle zee (buiten zicht van land) was deze methode onnauwkeurig, wat soms tot scheepsrampen leidde.
Nauwkeurige bepaling van de lengtegraad was ook nodig om de juiste magnetische declinatie te bepalen: het verschil tussen het magnetische noorden en het ware noorden. Dit kan op de breedtegraden van belangrijke scheepvaart- en handelsroutes in de Atlantische Oceaan en Indische Oceaan oplopen tot 10 graden.
Het was dus van groot belang dat er een adequate oplossing zou komen voor het bepalen van de lengtegraad op zee. Op land was het sinds de 16e eeuw mogelijk om de lengtegraad met redelijke betrouwbaarheid vast te stellen door de Galileïsche Manen van Jupiter als een astronomische klok te gebruiken. Deze manen zijn vanaf land goed waar te nemen maar pogingen om ze vanaf het dek van een schip te observeren waren niet succesvol.
De noodzaak van betere en meer nauwkeurige navigatie op lange oceaanreizen werd al sinds de 16e eeuw onderkend. Filips II van Spanje had in 1567 al een prijs uitgeloofd om het probleem van lengtegraadbepaling op te lossen. In 1598 bood Filips III 6.000 dukaten en een pensioen; de Nederlandse Staten-Generaal boden kort daarna 10.000 florijnen. In 1675 wilde Robert Hooke een beloning van 1.000 pond claimen voor een door hem uitgevonden uurwerk met balansveer. Deze grote prijzen zijn nooit uitgekeerd, wel kreeg een aantal mensen kleinere bedragen toegekend voor belangrijke ontwikkelingen.
Een oplossing van het probleem zou drie dimensies hebben: cartografisch, astronomisch en mechanisch. Er waren betere kaarten en atlassen nodig, goede tabellen over de maanafstand en goede uurwerken voor gebruik op zee.

## De prijzen

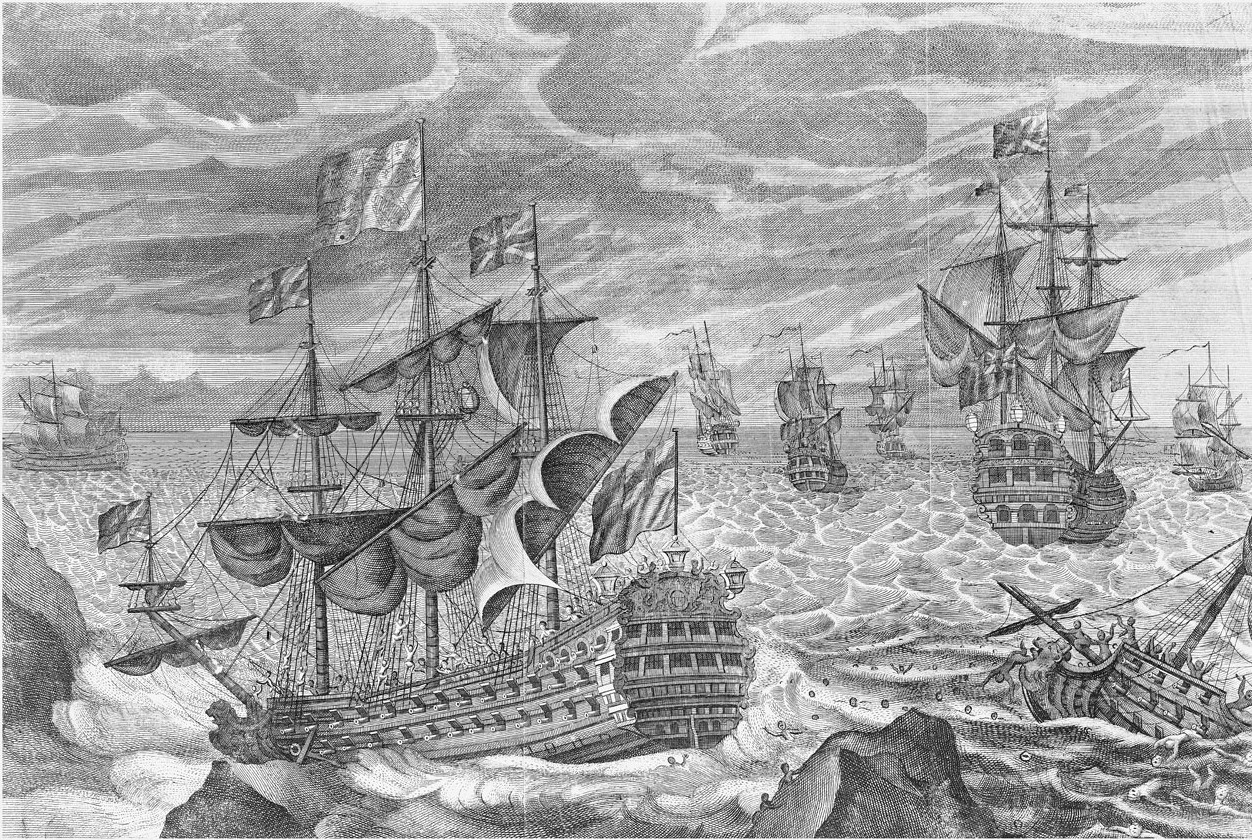
In 1707 liepen een aantal Britse marineschepen op de rotsen bij de Scilly-eilanden. Dit was een van de aanleidingen voor het instellen van de Longitude Act.

In het begin van de 18e eeuw vonden er een aantal tragische zeerampen plaats die veel aandacht kregen. Een daarvan was de schipbreuk van een eskader Britse marineschepen nabij de Scilly-eilanden in 1707. De wiskundige Thomas Axe liet rond deze tijd in zijn testament vastleggen dat een beloning van £1000 moest worden uitgekeerd voor veelbelovend onderzoek naar het bepalen van de ‘ware lengtegraad’ en dat er jaarlijks geldsommen konden worden uitgekeerd aan wetenschappers en onderzoekers die zich bezighielden met het verbeteren van kaarten.
In 1713 werd bij in het parlement een voorstel van de wiskundigen Whiston en Ditton inzake de lengtegraad gepresenteerd. Dit leidde tot een groter inzicht in het probleem, de instelling van een parlementaire commissie en de snelle goedkeuring van de Longitude Act op 8 juli 1714. In deze wet werden drie prijzen vastgesteld. De hoogte van de prijzen was verbonden aan de mate van nauwkeurigheid van de ontwikkelde methode of techniek. Ze waren identiek aan de voorwaarden voor de prijs die Thomas Axe in zijn testament had opgenomen en onderdeel van het voorstel van Whiston en Ditton. Ook de beroemde geleerden Isaac Newton en Edmund Halley, de door de parlementaire commissie om advies waren gevraagd, hadden deze werkwijze aanbevolen:
- £10.000 voor een methode die de lengtegraad op 1 graad nauwkeurig kon bepalen. Dat was het equivalent van 60 zeemijlen
- £15.000 voor een bepaling nauwkeurig op 40 minuten
- £20.000 voor een bepaling nauwkeurig tot op 30 minuten.

Voor die tijd waren dit enorme bedragen: £10.000 toen is vergelijkbaar met 1.3 miljoen pond in 2015. Verder waren er prijzen voor methodes die binnen 80 mijl van de kust goed zouden werken (dit was de zone waar schepen het meeste risico liepen) en voor veelbelovende ideeën die met financiële steun zover zouden kunnen worden ontwikkeld dat ze in de praktijk konden worden getest. Men gaat ervan uit dat de Longitude Act en de grote Longitude Prijs zo snel tot stand kwamen omdat er grote economische en geopolitieke belangen in het spel waren. Wetenschappelijke en technologische nieuwsgierigheid waren minder van belang.
Voorgestelde methodes zouden worden getest tijdens een zeereis van Groot-Brittannië naar het Caribisch gebied; dit was een reis van circa zes weken. Gedurende de hele reis moest de lengtegraad kunnen worden bepaald. Verder moest de nauwkeurigheid van een voorgestelde methode worden bewezen door de lengtegraad te bepalen van een object op land waarvan de exacte lengtegraad al was bekend.
De parlementaire commissie stelde een Board of Longitude in (lengtegraad bestuur). De leden hiervan zouden ingediende voorstellen beoordelen en hadden de bevoegdheid om voorschotten tot £2.000 uit te keren aan veelbelovende projecten die niet in aanmerking kwamen voor een van de prijzen maar wel aanmoediging verdienden. Een aantal deelnemers, waaronder John Harrison, zouden later de exacte voorwaarden voor het krijgen van een van de prijzen aanvechten. Uiteindelijk is de prijs van £20.000 nooit uitgekeerd, hoewel Harrison in totaal £23.065 aan prijzen heeft ontvangen.
De Board of Longitude werd in 1828 opgeheven. In de meer dan honderd jaar van zijn bestaan is meer dan £100.000 uitgekeerd voor voorstellen en ideeën die leidden tot verbeteringen van instrumenten, atlassen en astronomische kaarten en tabellen.

## Bekende deelnemers

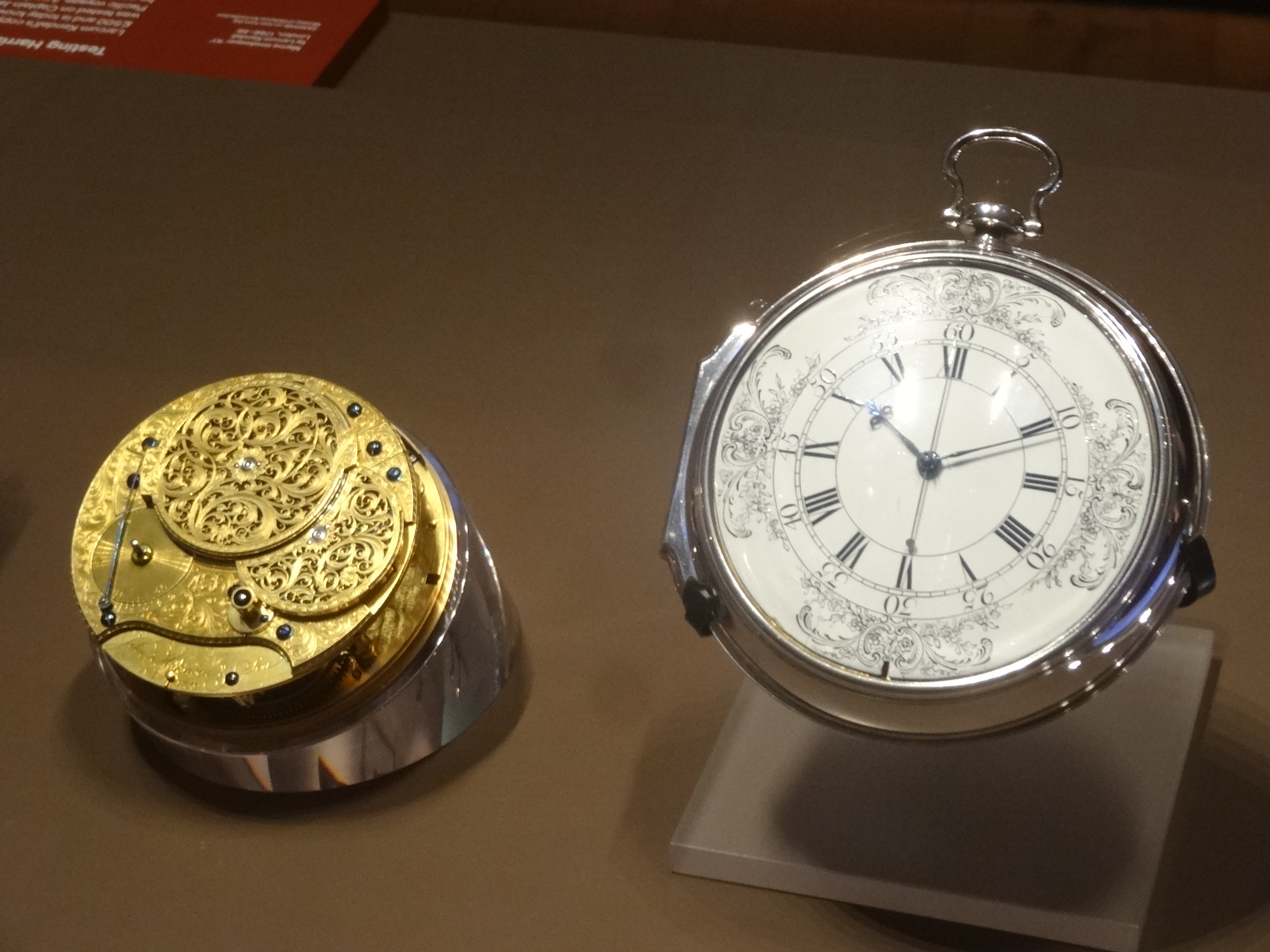
Door John Harrison ontwikkelde chronometer (H4)

De Longitude Act en Longitudeprijs gaven een grote stimulans aan de ontwikkeling van oplossingen voor het lengtegraadprobleem. Een aantal personen die een prijs ontvingen, zoals de bekende wiskundige Euler en de astronoom Mayer, lieten weten dat het geld niet hun drijfveer was geweest maar dat het hen ging om verbeteringen in navigatie en cartografie. Andere deelnemers, zoals Harrison, moesten een beroep doen op Board of Longitude en andere overheidsfunctionarissen om adequate financiering voor hun werk te krijgen. De archieven van de Board of Longitude zijn bewaard gebleven en alle ingediende voorstellen, praktisch en onpraktisch, zijn nog steeds in te zien. Onder de aanvragers waren twee vrouwen: Jane Squire en Elizabeth Johnsson.
- John Harrison – in totaal £23.065 toegekend, na vele jaren van strijd met de Board of Longitude (zie hieronder)
- Thomas Mudge – £500 voorschot in 1777 voor de ontwikkeling van zijn marinechronometer, en een prijs van £3.000 in 1793 voor zijn verdiensten
- Tobias Mayer – £3.000 toegekend aan zijn weduwe voor zijn maanafstandstabellen, die in 1766 in de National Almanac waren gepubliceerd en door James Cook werden gebruikt tijden zijn reizen
- Thomas Earnshaw – £3.000 voor het ontwerpen en de verbetering van chronometers.[17]
- Charles Mason – £1.317 voor bijdragen aan en verbetering van de tabellen van Mayer
- Larcum Kendall – £800 voor het maken van kopieën van Harrisons marinechronometers en voor het verbeteren van Harrisons ontwerpen
- Jesse Ramsden – £615 voor een verbeterde sextant op voorwaarde dat hij zijn technieken en ontwerp zou delen met andere instrumentmakers
- Leonhard Euler – £300 voor bijdragen aan de maanafstandsmethode van Mayer.

### John Harrison en de Board of Longitude
John Harrison heeft het meeste prijzengeld ontvangen onder de Longitude Act. Hij kreeg dit voor de ontwikkeling van zijn marinechronometers, waaronder het bekende uurwerk H4. Hij ontving de eerste betaling van de Board of Longitude in 1737 en de laatste in 1773. De chronometer H4 overtrof de nauwkeurigheidseisen voor de hoofdprijs van £20.000. Harrison kreeg echter slechts £10.000. De resterende £10.000 zouden worden uitbetaald als hij had laten zien dat er kopieën van het prototype gemaakt konden worden. Harrison maakte één kopie in plaats van de gevraagde twee. Zijn verzoeken om betaling aan de Board of Longitude bleven onbeantwoord en uiteindelijk wendde hij zich tot koning George III. In 1773 kende het parlement Harrison £8.750 toe. Daarmee ontving hij over een periode van 36 jaar in totaal £23.065.

## Externe bronnen
- Het gedigitaliseerde archief van de Board of Longitude
- Board of Longitude project: samenwerkingsproject van National Maritime Museum Greenwich en Cambridge University om de geschiedenis van de Board of Longitude in beeld te brengen